# Santa Luzia do Pará
Santa Luzia do Pará est une municipalité brésilienne située dans l'État du Pará.